# Mae McKenna
Mae McKenna (Coatbridge, Glasgow; 23 oktober 1955) is een Britse zangeres. Ze zingt in de stijl van Schotse en Ierse folk; het zogenaamde Keltische repertoire.
Op zeventienjarige leeftijd nam ze haar eerste muziekalbums op voor Transatlantic Records, een platenlabel gespecialiseerd in folkmuziek; ze zat toen in de muziekgroep Contraband. Daarna kwamen drie soloalbums. Ze zong in Londen twee jaar mee in de rockopera Jesus Christ Superstar; vervolgens verdween ze in het sessiewerk. 
Ze bleef relatief onbekend maar zong met talloze artiesten: Blur, Dead or Alive, Sting, Kylie Minogue (op bijvoorbeeld I Should Be So Lucky), Pete Townshend, Björk, Annie Lennox, Westlife, Ronan Keating, Dame Kiri Te Kanawa, Michael Jackson, Alphaville, Ultravox, Midge Ure, ABC, Ian Dury, Tunde Baiyewu, The Cult, Manic Street Preachers, Donna Summer, Tears for Fears, Steps, Chris Rea, Katherine Jenkins, Scritti Politti en Climie Fisher maakten gebruik van haar zang. In 1996 zong ze mee op Camels Harbour of Tears (over emigratie vanuit Ierland naar de Verenigde Staten). Ze zong ook mee in de soundtrack voor River Queen (orkestratie Karl Jenkins. In 2009 zong ze mee op I Dreamed a Dream van Susan Boyle, ook weer op de achtergrond.
Haar broer Hugh McKenna speelde mee in de Sensational Alex Harvey Band ook wel bekend onder SAHB.

## Discografie
- 1973: album met Contraband (TRA278)
- 1975: Mae McKenna (TRA297)
- 1976: Everything That Touches Me (TRA321)
- 1977: Walk on Water (TRA345)
- 1989: Nightfallers
- 1991: Mirage and Reality
- 1999: Shore to Shore
- een album in de serie Irish Christmas Music samen met andere artiesten
- Complete Songs of Robert Burns, diverse delen